# Niko Hurme
Niko Hurme, född 10 november 1974, mer känd som Kalma, var basist i Lordi fram till 2005 då Ox ersatte honom. Det har tidigare felaktigt påståtts att en annan musiker, Pekka Tarvanen, skulle vara Kalma. Kalma har sedan han slutade i bandet dykt upp på två konserter och spelat bas. Kalmas favoritsång är Kalmageddon.